# Gullbergs revir
Gullbergs revir var ett skogsförvaltningsområde inom Östra överjägmästardistriktet och Östergötlands län som omfattade Bobergs härad, med undantag av i Kristbergs socken belägen del av Karlsby kronopark, Gullbergs härad, samt den del av Tjällmo socken i Finspånga läns härad, som tillhörde Gullbergs kronopark. Reviret, som var indelat i fem bevakningstrakter, omfattade 13 175 hektar allmänna skogar (1920), varav två kronoparker med en areal av 9 866 hektar.